# Làng Jebel Ali

ㅤㅤㅤㅤㅤㅤ

Làng Jebel Ali là sự tái phát triển của làng Jebel Ali hiện tại ở Dubai, Các Tiểu vương quốc Ả Rập Thống nhất. Ngôi làng Jebel Ali hiện tại được xây dựng vào năm 1977 để cung cấp chỗ ở cho người nước ngoài. Việc tái phát triển làng Jebel Ali đã bắt đầu vào năm 2008 và dự kiến sẽ hoàn thành vào năm 2013. Các biệt thự hiện tại sẽ bị phá hủy sẽ tạo không gian cho những ngôi nhà mới. Làng Jebel Ali sau khi hoàn thành sẽ bao gồm các cơ sở thương mại, cộng đồng và bán lẻ, và mở rộng công viên trung tâm hiện tại lên 12 ha. Tuy nhiên, dự án đã bị đình hoãn, vì cuộc khủng hoảng kinh tế toàn cầu, đã ảnh hưởng nghiêm trọng đến Dubai. Thay vào đó, Nakheel tuyên bố vào năm 2013 họ sẽ cải tạo các biệt thự hiện có.